# Lydda calypso
Lydda calypso är en insektsart som beskrevs av Frederick Arthur Godfrey Muir 1913. Lydda calypso ingår i släktet Lydda och familjen Derbidae. Inga underarter finns listade i Catalogue of Life.